# Пандемія (фільм, 2016)
Пандемі́я — американський фантастичний трилер 2016 року режисера Джона С'ютса за сценарієм Дастіна Т. Бенсона. Фільм знятий у форматі «POV від першої особи», подібно до відеоігор-шутерів від першої особи.

## Про фільм
На планету обрушився страшний вірус, що перетворює людей в кровожерних і безжальних монстрів, у яких є тільки одна мета — вбивати інших. Міста перетворилися на руїни, а вижити вдалося лише одиницям.
Останні люди намагаються хоч якось відновити свої сили і врятувати тих, хто цього потребує. Для пошуку тих, що вижили, в самий центр Лос-Анджелеса прямує група військовиків. Одним з учасників цієї групи стає доктор Лорен — яка і повинна шукати тих, кому ще можливо допомогти. Перед рятувальною групою стоїть чітке, але при цьому дуже непросте завдання — знайти тих, що вижили, і привести їх у безпечне місце. Незабаром стає зрозуміло, що зробити це набагато складніше, ніж могло здаватися на перший погляд.
Спочатку все йде більш-менш нормально, але через певний час ситуація виходить з-під контролю, і рятувальники самі опиняються в ролі жертв. Їм належить пройти справжнє пекло, зіткнутися зі своїми найбільшими кошмарами і подолати найскладніші випробування. Відступати їм нікуди, і тепер тільки здобуті навички, спільна робота і відвага можуть врятувати їм життя.
Чи зможе Лорен разом зі своїми супутниками подолати всі перешкоди, знайти живих і повернутися на базу?

## Знімались
| Актор                | Роль                 |
| -------------------- | -------------------- |
| Рейчел Ніколс        | Лорен                |
| Алфі Аллен           | Вілер                |
| Міссі Пайл           | Деніз                |
| Мекай Файфер         | Ганнер               |
| Пол Гілфойл          | Грір                 |
| Даніель Роуз Расселл | Меган                |
| Пет Гілі             | Вард                 |
| Аманда Бейкер        | Елла                 |
| Сара Томко           | Еліс                 |
| Брітан Саймонс       | врятований в лікарні |